# U-593
Unterseeboot 593 foi um submarino alemão do Tipo VIIC, pertencente a Kriegsmarine que atuou durante a Segunda Guerra Mundial.

## Comandantes
| Comandante           | Data                                           |
| -------------------- | ---------------------------------------------- |
| Kptlt. Gerd Kelbling | 23 de outubro de 1941 - 13 de dezembro de 1943 |

## Subordinação
Durante o seu tempo de serviço, esteve subordinado às seguintes flotilhas:
| Período                                         | Flotilha                                   |
| ----------------------------------------------- | ------------------------------------------ |
| 23 de outubro de 1941 - 28 de fevereiro de 1942 | 8. Unterseebootsflottille (treinamento)    |
| 1 de março de 1942 - 31 de outubro de 1942      | 7. Unterseebootsflottille (serviço ativo)  |
| 1 de novembro de 1942 - 13 de dezembro de 1943  | 29. Unterseebootsflottille (serviço ativo) |

## Operações conjuntas de ataque
O U-593 participou das seguinte operações de ataque combinado durante a sua carreira:
- Rudeltaktik Steinbrinck (3 de agosto de 1942 - 11 de agosto de 1942)
- Rudeltaktik Lohs (11 de agosto de 1942 - 17 de agosto de 1942)
- Rudeltaktik Tümmler (3 de outubro de 1942 - 11 de outubro de 1942)